# Ell & Nikki
Ell & Nikki (азерб. Ell və Nikki), также Эльдар и Нигяр (азерб. Eldar və Nigar) — сценический псевдоним дуэта азербайджанских эстрадных певцов Эльдара Гасымова и Нигяр Джамал, победителей конкурса песни Евровидение 2011.

## Карьера

### 2011
Дуэт был создан в 2011 году в рамках национального отборочного тура. Каждый из исполнителей выступал в отборе отдельно, однако в итоге было принято решение отправить на конкурс дуэт.
На конкурсе Евровидение 2011 в Дюссельдорфе дуэт, исполнив сингл Running Scared, выступил весьма успешно и прошёл в финал, где, набрав 221 балл, занял первое место.

### 2013
В 2013 дуэт записал и выпустил песню «Music’s Still Alive». Песня посвящалась Майклу Джексону и вышла на его день рождения, 29 августа. Гасымов и Джамал оба являются поклонниками Джексона.

## Дискография

### Синглы
| Год  | Название              | Чарты | Чарты     | Чарты     | Чарты | Чарты | Чарты | Чарты | Чарты |
| Год  | Название              | AUT   | BEL (FLA) | BEL (WAL) | GER   | IRE   | NL    | SWI   | UK    |
| ---- | --------------------- | ----- | --------- | --------- | ----- | ----- | ----- | ----- | ----- |
| 2011 | «Running Scared»      | 22    | 37        | 9         | 33    | 41    | 59    | 11    | 61    |
| 2013 | «Music’s Still Alive» | —     | —         | —         | —     | —     | —     | —     | —     |